# Hans-Heinrich Ehlen

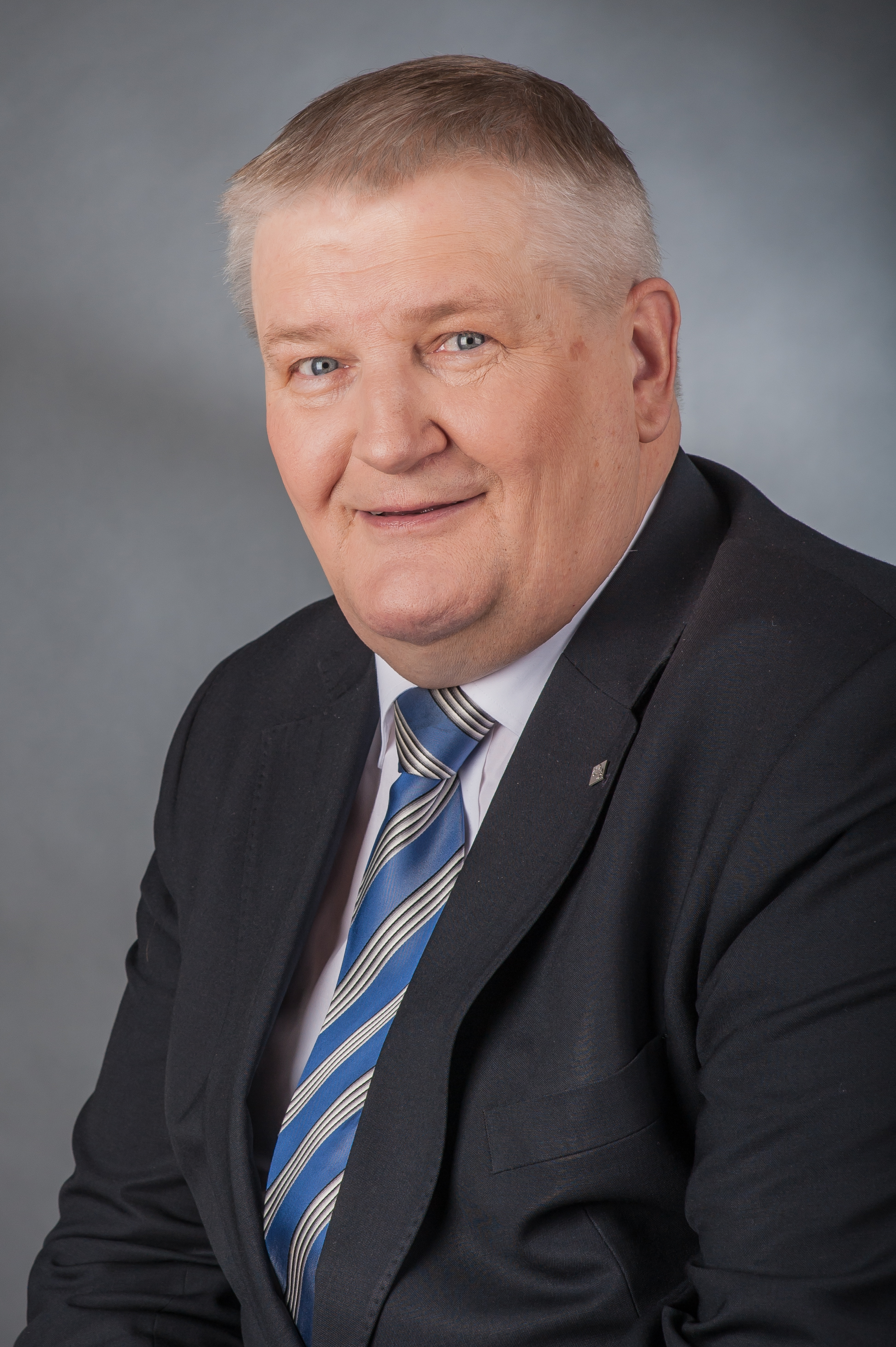
Hans-Heinrich Ehlen (2013)

Hans-Heinrich „Heiner“ Ehlen (* 20. August 1949 in Zeven) ist ein deutscher Politiker (CDU). Er war von 1994 bis 2017 Mitglied des Niedersächsischen Landtags und von 2003 bis April 2010  Niedersächsischer Minister für Ernährung, Landwirtschaft, Verbraucherschutz und Landesentwicklung.

## Ausbildung, Beruf und Familie
Nach der Schulzeit in Kalbe und Sittensen absolvierte Ehlen eine Ausbildung zum Landwirt bis hin zur Meisterprüfung. Von 1976 bis zum Eintritt in die Landesregierung 2003 bewirtschaftete er den eigenen Betrieb. Ehlen ist verheiratet und hat vier Kinder.

## Politischer Werdegang
Ehlen war zunächst kommunalpolitisch in der Gemeinde Kalbe und später im Landkreis Rotenburg (Wümme) aktiv. 1993 erfolgte der Eintritt in die CDU. Von 2011 bis 2017 war er Vorsitzender des CDU-Kreisverbandes Rotenburg.
Von 1994 bis 2017 vertrat Ehlen den Wahlkreis Bremervörde im Niedersächsischen Landtag. Bei der Wahl zum 18. Niedersächsischen Landtag verzichtete er auf eine erneute Kandidatur.
Nach der Regierungsübernahme durch Christian Wulff im Jahr 2003 war er niedersächsischer Minister für Ernährung, Landwirtschaft, Verbraucherschutz und Landesentwicklung (bis 2008 Minister für Ländlichen Raum, Ernährung, Landwirtschaft und Verbraucherschutz). Im Zuge einer Kabinettsumbildung im April 2010 wurde er in diesem Amt durch Astrid Grotelüschen ersetzt.
Hans-Heinrich Ehlen war Mitglied im Verwaltungsrat der Landwirtschaftlichen Rentenbank.

## Kabinette
- Kabinett Wulff I
- Kabinett Wulff II